# 卡瓦利廖
卡瓦利廖（義大利語：Cavallirio），是意大利诺瓦拉省的一个市镇。总面积8.08平方公里，人口1281人，人口密度158.5人/平方公里（2009年）。ISTAT代码为003047。